# Qanāt-e Bāqer Beyk
Qanāt-e Bāqer Beyk (persiska: قنات باقر بیک) är en ort i Iran.   Den ligger i provinsen Västazarbaijan, i den nordvästra delen av landet, 700 km nordväst om huvudstaden Teheran. Qanāt-e Bāqer Beyk ligger 1 156 meter över havet och antalet invånare är 442.
Terrängen runt Qanāt-e Bāqer Beyk är huvudsakligen kuperad, men åt sydost är den platt.Runt Qanāt-e Bāqer Beyk är det ganska tätbefolkat, med 75 invånare per kvadratkilometer. Närmaste större samhälle är Qarah Ẕīā' od Dīn, 2,5 km söder om Qanāt-e Bāqer Beyk. Trakten runt Qanāt-e Bāqer Beyk består till största delen av jordbruksmark.